# Sándor Erzsi (operaénekes)

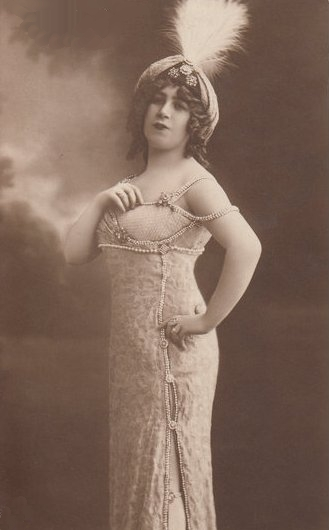
Sándor Erzsi 1910-ben

Lókodi Sándor Erzsi (Kolozsvár, 1883. augusztus 20. – Budapest, 1962. március 21.) magyar opera-énekesnő (szoprán), az első magyar császári és királyi kamaraénekesnő. Férje, a tekintélyes nemesi származású felsőpataki Bosnyák család sarja, felsőpataki Bosnyák Zoltán (1861–1948) drámaíró, gyámjogi szakértő volt, testvére Sándor Mária mezzoszoprán, sógora Környey Béla tenorista.

## Életpályája

### Gyermekkora
Mind apja, Sándor János, mind anyja Sebessy (Sebesi) Róza, székely ősökkel büszkélkedett. Apja tenorként a székely regiment szólistája volt, tőle tanulta el a fiatal Erzsike az éneklést. Gyermekkorának meghatározó eseménye volt, amikor nagynénje elvitte egy színházi előadásra. Itt ismerkedett meg a társulat híres színészével, Szatmáry Árpáddal, aki miután többször is hallotta a leánykát énekelni, felkérte, hogy játssza el a Hőköm Matyi című zenés bohózat főszerepét. 
Apja kezdeti ellenkezése ellenére a kislány 1893. augusztus 23-án, mindössze tízévesen a színpadra állt. Sajnos az éneklést nem folytathatta, mivel családjának anyagi helyzete megromlott és emiatt korán munkába kellett állnia: a kolozsvári színház művésznőinek ruháit hímezte és közben tanult, mert tanítónő szeretett volna lenni. Noha a preparandián kitűnő eredményekkel végzett, mégsem lett belőle prepa, így otthon maradt családjánál. 1899-ben a ferencrendiek templomának kórusában énekelt. Itt hallotta először Farkas Ödön, a kolozsvári zenekonzervatórium igazgatója, aki a következő tanévtől kezdődően meghívta intézményébe tanulni. 1901. március 24-én szerepelt először nyilvános hangversenyen.

### Felvételi a Zeneakadémiára
Farkas Ödön tanácsára felutazott Pestre, a Zeneakadémiára. A felvételi vizsgán, noha semmiféle elméleti képzés nem állt a háta mögött, hangjával mégis elkápráztatta a vizsgáztató tanárokat, így a tanévet, már az akadémia növendékeként kezdhette. Maleczkyné Ellinger Jozefa tanítványa volt, aki kezdettől fogva a maga utódját látta benne. 
Első akadémiai fellépésére 1903 végén került sor, amikor az operatanszakosok színre vitték A sevillai borbélyt. Sándor Erzsi Rosina szerepét énekelte hatalmas sikerrel, noha kezdetben komoly problémái voltak a színpadi félelem leküzdésével. Tanárai gyakran vetették szemére, hogy kiváló énekesi képességeihez nem társul színpadi érzék. Ezt a hátrányát Vígvári Gyula professzor segítségével küzdötte le és A sevillai borbély bemutatóján, már nyoma sem volt a színpadtól félő, lámpalázas Sándor Erzsinek. A vizsgaelőadáson jelen volt Jászai Mari is, aki a későbbiekben a művésznő egyik legnagyobb pártolója és tanácsadója lett. 
Zenetanulmányai során az akadémia professzorai a koloratúrszoprán szerepkör felé irányították, és Maleczkyné tanításának köszönhetően hangja megmaradt egy regiszteren belül. Mivel különösen figyelt gégészorvosának tanácsaira, öregkorára is sikerült jó állapotban megőriznie hangját. Ehhez természetesen a szigorú diéta és sok pihenés is hozzájárult.
Budapesti tartózkodása alatt szerény körülmények között élt, sokat koplalt, mivel családjától nem számíthatott anyagi támogatásra. A helyzet a második akadémiai év végén javult. 1904. június 6-án volt az operatanszakosok másodévet lezáró vizsgaelőadása, ezúttal Ambroise Thomas Hamletje. Sándor Erzsi akkora sikerrel énekelte Oféliát, hogy az előadás után felkereste őt Máder Rezső, az Operaház igazgatója és felajánlott egy 1200 koronás ösztöndíjat az intézménynél. Ekkor ismerkedett meg jövendőbeli férjével, Bosnyák Zoltánnal, aki a belügyminisztériumban dolgozott, de szabadidejében a Nemzeti Színháznak írt darabokat. Az Operaház mellett a Király Színház is megkereste szerződéses ajánlattal.

### Az Operaház énekese
Első fellépésére a rangos intézményben 1905. december 9-én esett meg, mégpedig Lakmé címszerepében, Léo Delibes operájában. Az előadás hatalmas sikert aratott, Sándor Erzsit magasztaló kritikák jelentek meg a másnapi sajtóban, többek között Kálmán Imre tollából, aki abban az időben a Pesti Újság zenekritikusa volt. Zeneakadémiai tanulmányait 1906-ban fejezte be. A vizsgaelőadáson, Erkel Bánk bánjának Melinda szerepét énekelte. Az előadás érdekessége, hogy a többi operatanszakos diák kérte az akadémia vezetőségétől, hogy ne Sándor Erzsivel (aki akkor már híres énekesnő volt) közösen lépjenek fel, mivel úgy gondolták, hogy ez rontaná sikerüket.
1906 májusában Budapestre érkezett Giacomo Puccini, hogy előkészítse a Pillangókisasszony bemutatóját. A főszerepre Szamosi Elzát kérték fel, aki az első hat nagy sikerű előadás után kiutazott Amerikába, így Cso-cso-szán szerepét ő kapta meg. Ezt a szerepet a Pillangókisasszony századik budapesti előadásáig, 1912-ig énekelte. 1907. november 19-én Budapesten, a Terézvárosban hozzáment az akkor negyvenhat éves Bosnyák Zoltánhoz, miután a férfi elvált korábbi feleségétől, Lenkey Hedvigtől a Nemzeti Színház ünnepelt színésznőjétől. Házasságának első évében Philine szerepében mutatkozott be az Operaház színpadán Ambroise Thomas Mignon című darabjában. 
Sorsdöntő előadássorozatra kerül sor még azon év őszén, amikor első Verdi-szerepét énekelte, mégpedig Gildát a Rigolettóból. A nagy siker után, 1908-ban Párizsba utazott, hogy a nagy tenoristánál Eugenio Crostinál tanuljon tovább. Crosti szerette volna megnyerni az Opéra Comique számára, azonban Sándor Erzsi a hazatérést választotta. Hazautazása előtt felkereste a Montmartre-i temetőben Léo Delibes sírját, akinek darabjában aratta első nagy sikerét. Ugyanitt meglátogatta a kaméliás hölgy, Alphonsine Duplessis sírhantját is, akiről Verdi híres Traviatáját megformázta, a szerepet a későbbiekben az énekesnő is nagy sikerrel énekelte. Hazatérése után a budapesti Operaház ünnepelt koloratúrszopránja lett. Nagy sikerrel énekelte Rosinát, Luciát, majd Oszkár apródot (mely egyben első nadrágszerepe volt) Az álarcosbál című Verdi-operában. 1909. május 16-án debütált Violetta szerepében. Az 1910-es esztendő karrierjének addig legnagyobb kihívását hozza el számára, hiszen ő volt az, aki először énekelte magyar színpadon egyszerre Offenbach Hoffmann meséinek három nőalakját: Olympiát, Giuliettát és Antoniát. Ezek után Richard Strauss Rózsalovagjának főszerepét énekelte, majd Mozart Szöktetés a szerájból című Singspieljében Konstanzát. Az első világháború idején Mimi szerepét énekelte Puccini Bohéméletében, Valois Margitot A hugenottákban, Gianninát A cremonai hegedűsben és Gara Máriát Erkel Hunyadi Lászlójában. 1916-tól kezdve húga, Mária ugyancsak az Operaház színpadán énekelt. A mezzoszoprán Máriát szintén a kolozsvári Farkas Ödön fedezte fel.
A háború után férje egy ideig állástalan maradt, Sándor Erzsit pedig durva kritikák érték, többek között azért, mert az egyik Rigoletto előadáson olaszul énekelt. A háborút követő időszak meghatározó szerepe Sándor Erzsi számára Donna Anna Mozart Don Giovanni című operájából, majd Susanne, szintén Mozart Figaro lakodalmából. 1917-ben a király a „császári és királyi kamaraénekesnői” címmel jutalmazta, és ezzel ő lett az első magyar művész, aki ezt a titulust viselhette, ami korábban, kizárólag a bécsi udvar kegyeltjeinek kiváltsága volt.
1929 nyárutóján Viareggióban Nádasdy Kálmán oldalán találkozott Puccinivel, aki felkérte, hogy énekelje majd el Liu szerepét a soronkövetkező operájában, a Turandotban. A maestro utolsó művét nem tudta befejezni. Minden, ami Liu búcsúáriája után következik, a jóbarát Alfano szerzeménye. Noha Radnai Miklós, az Operaház új igazgatója tudott Puccini utolsó kéréséről, mégis vonakodva egyezett bele, mivel mindvégig ellenszenvvel viseltetett Sándor Erzsi iránt. Utolsó nagy szerepe Fiordiligi volt Mozart Così fan tutte c. operájának felújításában. Művészi pályafutásának huszonötödik évfordulója alkalmából ismét Lakmét énekelte 1930. december 19-én. Ekkor került az Operaház előcsarnokába Petri Lajos, Sándor Erzsit Lakméként ábrázoló fehér márványszobra.

### Nyugdíjazása
1934-ben, az operaház ötvenedik születésnapjának alkalmával, tiszteletbeli taggá avatták őt is. Noha Radnai meleg szavakkal üdvözölte a művészi erejének teljében lévő művésznőt, mégis a nyugdíjazása mellett döntött, azzal indokolva, hogy huszonöt évi munka után minden énekesnek nyugdíjba kell vonulnia. Megpróbáltak számára tanácsadói állást biztosítani az intézményen belül, azonban Radnai korai halála miatt e terv meghiúsult, sőt az évi tizenöt biztosított előadás is elmaradt. Nyugdíjazása után hangversenyeken énekelt. A második világháborúban bombatalálat érte házát, majd 1948. december 20-án hosszas szenvedés után meghalt a férje. A művésznő 1962. július 28-án hunyt el, hetvennyolc éves korában.

## Főbb szerepei
- Donizetti: Lammermoori Lucia – Lucia
- Erkel: Hunyadi László – Gara Mária
- Erkel: Bánk bán – Melinda
- Mozart: Così fan tutte – Fiordiligi
- Mozart: Figaro házassága – Susanne
- Mozart: Don Giovanni – Donna Anna
- Mozart: A varázsfuvola – Éj királynője
- Offenbach: Hoffmann meséi – hármas női főszerep
- Puccini: Bohémélet – Mimi
- Puccini: Pillangókisasszony – Cso-cso-szán
- Rossini: A sevillai borbély – Rosina
- Richard Strauss: Ariadné Naxosban – Zerbinetta
- Richard Strauss: A rózsalovag – Sophie
- Verdi: Rigoletto – Gilda
- Verdi: Traviata – Violetta
- Verdi: Az álarcosbál – Oszkár
- Verdi: Otello – Desdemona